# Rdeča reka
Rdeča reka, znana tudi kot reka Hong (poenostavljeno kitajsko: 红河; tradicionalno kitajsko: 紅河; pinjin: Hóng Hé; vietnamsko Sông Hồng; Chữ Nôm: 瀧紅; Chữ Hán: 紅河), Hồng Hà in Sông Cái (dob. »Mati reka«) v vietnamščini in reka Yuan (元江 v kitajščini je 1149 kilometrov dolga reka, ki teče iz Junana na jugozahodu Kitajske skozi severni Vietnam do Tonkinškega zaliva. Po mnenju C. Michaela Hogana je povezan prelom Rdeče reke ključno prispeval k oblikovanju celotnega Južnokitajskega morja vsaj že 37 milijonov let pred sedanjostjo. Ime rdeča in južna lega na Kitajskem sta povezana s tradicionalnimi kardinalnimi smermi.

## Geografija in geologija
Skupna dolžina reke je 1149 km; od tega je 639 km na ozemlju Ljudske republike Kitajske in 510 km na ozemlju Socialistične republike Vietnam. Ta dolžina je v geološki zgodovini močno nihala, na primer pred približno 4000 leti je bila gladina morja 5 do 6 metrov višja, tako da je bilo ustje zahodno od Hanoja (Higham 1989).
Količina naplavljenega sedimenta, ki je bila vedno precejšnja, se je v zadnjih letih močno povečala zaradi krčenja gozdov, intenzivnega obdelovanja in visoke erozije tal na prispevnem območju in trenutno znaša cca 10.000.000 t letno, tj. 1,5 kg na m³ vode. Posledica tega je velika uporaba tal in rast delte za približno 100 m na leto. Rdeča reka je znana tudi po močnih sezonskih nihanjih pretoka vode in silovitih poplavah.
Od 11. stoletja so te okoliščine prisilile Vietnamce, da so rečni sistem zajezili z nasipi, ki so zdaj zasnovani za pretok vode med 49.000 in 57.000 m³/s. Leta 1945 je bila izmerjena največja vrednost doslej, 37.000 m³/s. Nasipana struga je zdaj delno višja od okolice. Največji razpon plimovanja na obali delte je okoli 4 m. Če so napovedi Medvladnega foruma o podnebnih spremembah (IPCC) glede dvigovanja morske gladine pravilne, je celotna delta, ki je le med 1 m in 3 m nad morjem ravni, v nevarnosti.

## Potek

### Izvir in povirna voda
Rdeča reka izvira na severu južne kitajske province Junan na nadmorski višini 1776 m. Izvorno območje je gorovje jugozahodno od mesta Dali v istoimenskem avtonomnem okrožju. Zgornji tokovi so izprali rečne doline v globoke soteske. Teče v jugovzhodni smeri, prečka avtonomne regije ljudstev Dai (tu predvsem Yi, Hani in Miao) do avtonomne prefekture Honghe. Po imenu Hóng Hé za reko je okrožje dobilo ime.
Rdeča reka označuje kitajsko-vietnamsko mejo v dolžini približno 50 kilometrov. Pri mestu Lào Cai v vietnamski provinci Lào Cai reka prečka mejo in doseže regijo Tonkin (vietnamsko Bắc Bộ, »severna meja«). Vietnamci imenujejo tudi odsek reke od tu do Việt Trì Sông Thao.

### Srednji tok
Pri Yên Báiju reka vstopi v severno vietnamsko nižavje. Glavni pritok Črna reka (Sông Đà) prav tako izvira v Junanu in teče južno vzporedno s Sông Hồngom. Pridruži se glavni reki med Tam Thanhom in Việt Trì v provinci Phu Thọ. Od Việt Trìja je Rdeča reka plovna. Tam teče drugi večji pritok, Bistra reka (Sông Lô), ki prihaja s severa. Odsek od tu do Hanoja se imenuje tudi Nhị Hà. Mimo Sơn Tâya reka teče proti jugovzhodu skozi glavno mesto Hanoj.

### Delta
120 km od obale, vzhodno od Hanoja proti mestu Thuận Thành, se reka razcepi v dva glavna toka, da teče naprej proti severu kot Sông Đuống in proti jugu kot Sông Hồng. Od tu se Rdeča reka razširi v delto s površino približno 22.000 km², dokler se ne izlije v Tonkinški zaliv. Delta daje ime vietnamski regiji »Delta Rdeče reke« (Đồng Bằng Sông Hồng).
Hải Phòng, najpomembnejše pristaniško mesto v Severnem Vietnamu, je na severni veji reke Sông Đuống, imenovani Cua Cam (Prepovedana vrata). Južno od Nam Định se glavni tok reke izliva v Tonkinški zaliv (vietnamsko Vịnh Bắc Bộ, kitajsko 北部湾 Beibu Wan).

## Pokrajine in okraji
Kitajska okrožja province Junan v porečju Rdeče reke:
- Dali, mesto Pu'er, Čušjong, mesto Juši, Honghe, Venšan

Vietnamske province:
- Lao Cai, Jên Bái, Phu Thọ, Vĩnh Phuc, Hà Nội, Hưng Yên, Hà Tâj, Nam Định, Hà Nam, Thái Bình

## Pomen
Delta je izvorno območje ljudstva Kinh. S 15 % Vietnamskega prebivalstva je regija ena najgosteje poseljenih na svetu.

### Zgodovina
Legenda, da je Rdeča reka v nasprotju z Mekongom plovna do zgornjega toka in tako primerna za trgovanje s Kitajsko, je vplivala na zanimanje Francije za Severni Vietnam v 19. stoletju.
Med vietnamsko vojno je bila regija močno bombardirana.

### Gospodarstvo
V srednjem toku je več pomembnih hidroelektrarn, katerih proizvodnja zaradi naplavljanja struge na obalo nenehno upada. V Junanu je bilo zgrajenih več jezov za hidroelektrarne:
- Jez Da Wan
- Jez Dachunhe I
- Jez Dachunhe II
- Jez Nansha, blizu mesta Nansha, okrožje Yuanyang
- Jez Madushan, blizu mesta Manhao, mesto Gejiu

Veliko več jezov obstaja na pritokih Rdeče reke, tako v Junanu kot v Vietnamu. Eden najzgodnejših med njimi je jez Thác Bà v Vietnamu, zgrajen leta 1972, ki tvori jezero Thác Bà.
Delta s svojimi rodovitnimi usedlinami je glavno območje vietnamsko kmetijsko proizvodnjo. Približno 47 % površine (820.800 ha) predstavljajo kmetijska zemljišča, na katerih pridelajo več kot tretjino pridelanega riža v državi. Namakanje in odvodnjavanje zagotavlja domiseln sistem jezov, nasipov in kanalov. Skupna dolžina nasipov, ki so ob dnu široki do 40 m, je danes več kot 3000 km, prometne poti pa pogosto potekajo po grebenih.

### Okolje
Delta Rdeče reke je bila leta 2004 vključena v Unescov program MAB kot biosferni rezervat. Z grožnjami rečnemu sistemu in njegovi delti se ukvarjajo različne večnacionalne komisije, kot na primer projekt Flocods (FLOod COntrol Decision Support).

## Potovanja in transport
V 19. stoletju je Rdeča reka veljala za donosno trgovsko pot na Kitajsko. Francoski raziskovalci s konca 19. stoletja so lahko potovali navzgor po Rdeči reki do mesta Manhao v južnem Junanu in nato po kopnem proti Kunmingu.
Rdeča reka je ostala glavna komercialna potovalna pot med Francosko Indokino in Junanom do odprtja železnice Kunming–Haiphong leta 1910. Čeprav so lahko francoski parniki med deževno sezono pluli gorvodno kot Lao Cai, v sušnem obdobju (od novembra do aprila) parnik ne bi vozil gorvodno od Yên Báija; tako so v tem delu leta blago prevažali z majhnimi plovili (junki).
Zahvaljujoč reki je bil Haiphong v začetku 20. stoletja morsko pristanišče, ki je bilo najlažje dostopno iz Kunminga. Kljub temu so zahodne oblasti ocenile čas potovanja med Haiphongom in Kunmingom na 28 dni: vključevalo je 16 dni potovanja s parnikom in nato z majhno ladjo po Rdeči reki do Manhaa (425 milj), nato pa 12 dni po kopnem (194 milj) v Kunming.
Manhao je veljal za vodjo navigacije za najmanjša plovila (wupan 五版); zato bi Junanove izdelke, kot je kositer, pripeljali v Manhao s tovornimi mulami, kjer bi jih naložili na čolne, da bi jih poslali navzdol. Na odseku od Manhaa do Lao Caia, kjer je lahko tok precej hiter, zlasti med svežo sezono, je bilo potovanje v wupanu gorvodno veliko težje kot dolvodno. Po nekem poročilu bi se lahko iz Manhaa v Lao Cai spustili v samo 10 urah, medtem ko bi lahko plovba v obratni smeri trajala 10 dni, včasih pa tudi en mesec.